# Жаркайын (Есильский район)
Жаркайын (каз. Жарқайың) — село в Есильском районе Северо-Казахстанской области Казахстана. Входит в состав Алматинского сельского округа. Код КАТО — 594233200.

## Население
В 1999 году население села составляло 259 человек (132 мужчины и 127 женщин). По данным переписи 2009 года, в селе проживало 169 человек (88 мужчин и 81 женщина).

## История
Основано в 1929 году при организации артели Коктерек. В окрестностях села находится памятник археологии раннего железного века — курган «Жаргаин».